# Schwalbe (Schiff, 1888)
Die Schwalbe  war das Typschiff der nach ihr benannten Schwalbe-Klasse, einer Klasse von zwei Kreuzern IV. Klasse der Kaiserlichen Marine. 1899 wurde das Schiff zum Kleinen Kreuzer umklassifiziert. Die Schwalbe war der erste speziell für den Auslandsdienst gebaute Kreuzer der Kaiserlichen Marine.

## Bau
Mit dem Bau des Kreuzers „A“ wurde im April 1886 auf der Kaiserlichen Werft in Wilhelmshaven begonnen. Der Neubau stand am 16. August 1887 zum Stapellauf bereit und wurde dabei vom Chef der Marinestation der Nordsee, Alexander von Monts, auf den Namen Schwalbe getauft.

## Einsatz

### Erster Ostafrikaaufenthalt
Die Schwalbe wurde am 8. Mai 1888 erstmals in Dienst gestellt, um Probefahrten durchzuführen. Nach deren Abschluss am 8. August wurde das Schiff zunächst in die Reserve überführt, aber bereits am 12. November wieder aktiviert. Aufgrund des sogenannten Araberaufstandes in Deutsch-Ostafrika wurden im dortigen Seegebiet mehrere Kriegsschiffe benötigt. Am 20. November verließ die Schwalbe die heimatlichen Gewässer und ankerte am 31. Dezember vor Sansibar. Ab diesem Tag gehörte das Schiff zum Ostafrikanischen Kreuzergeschwader unter Konteradmiral Karl August Deinhard. Am 3. Januar 1889 beschoss der Kreuzer ein Lager der Aufständischen nahe Bagamoyo und brach anschließend Richtung Daressalam auf. Am Folgetag lief die Schwalbe vor Kunduchi auf ein Korallenriff auf und kam erst am 6. Januar durch die Unterstützung der Leipzig und des britischen Dampfers Woodcock wieder frei.
Der Kreuzer kehrte nach Bagamoyo zurück und unterstützte dort am 3. Februar mit seinen Geschützen die Landtruppen. Anschließend war die Schwalbe an der Blockade der Küste beteiligt und zunächst zwischen Ras Kimbiji und Kiswere, ab dem 1. März zwischen Mafia und Kilwa Kivinje eingesetzt. Im März wurden mehrfach Ziele an Land unter Beschuss genommen. Am 27. März erfolgte ein Angriff der Landungskorps der Carola, der Leipzig und der Schwalbe unter der Führung des Schwalbe-Kommandanten, Korvettenkapitän Hirschmann, auf Kunduchi, ebenso am 8. Mai auf Bagamoyo. Es folgten weitere Einsätze während der Gefechte bei Saadani am 6. Juni und am 8. Juli bei Pangani.
Nach einem Erholungsaufenthalt vor Port Louis vom 20. Juli bis zum 17. August war die Schwalbe ab Ende August wieder an der Blockade der Küste beteiligt. In den nachfolgenden Wochen hielt sich der Geschwaderchef öfter an Bord auf und setzte den Kreuzer für Sonderaufgaben ein. Vom 7. bis zum 13. Oktober nahmen die Schwalbe und das britische Kanonenboot Mariner die geographische Festlegung der Nordgrenze der deutschen Kolonie an der Küste vor. Neben weiteren Einsätze gegen die Aufständischen war der Kreuzer Anfang Dezember am Empfang der Stanley-Expedition sowie vom 27. bis 29. Dezember an der Grenzregulierung mit Witu beteiligt.

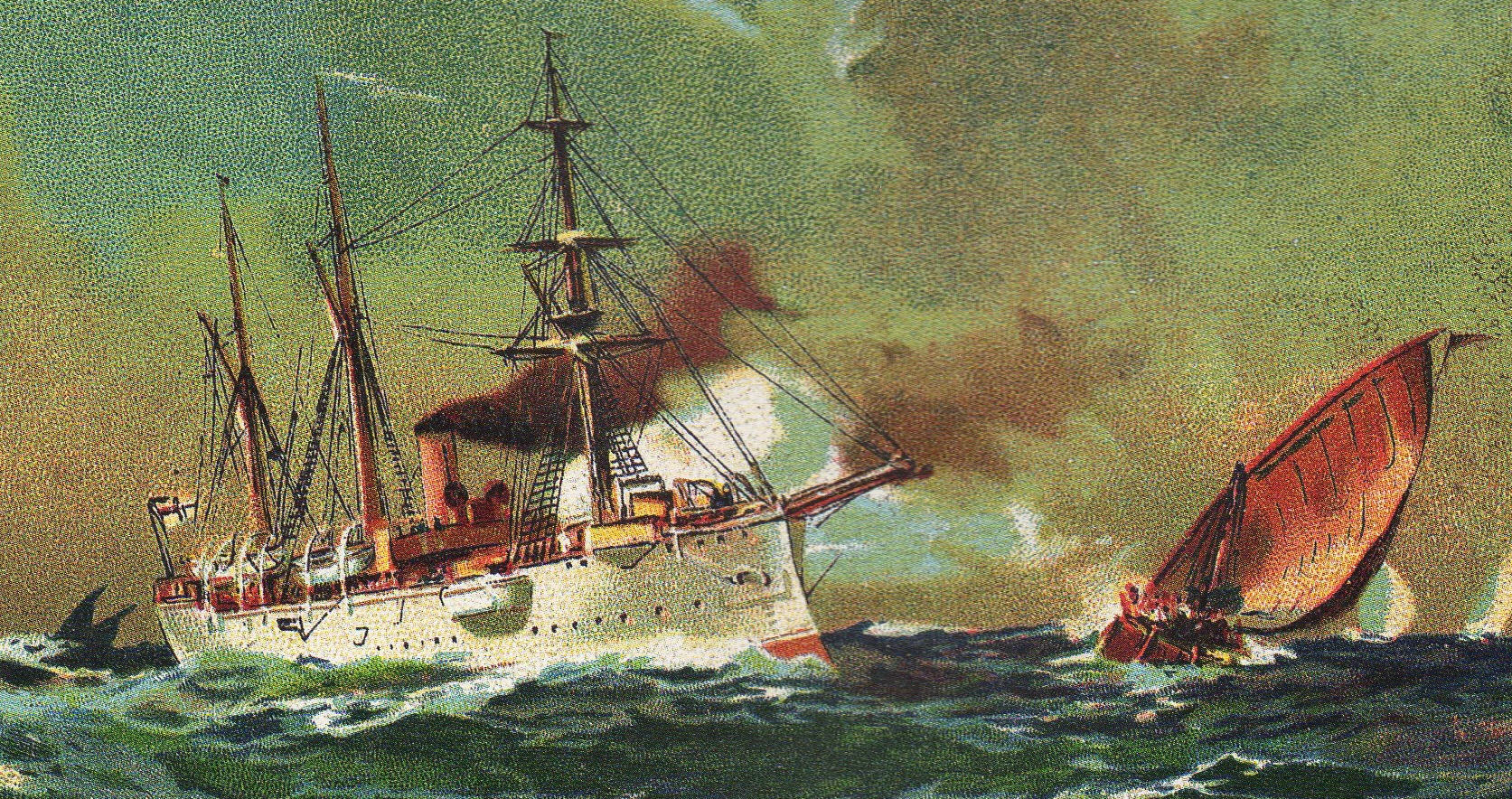
Verfolgung einer Dhau, 1889

Im Januar 1890 wurde das Ostafrikanische Kreuzergeschwader aufgelöst. Die Schwalbe verblieb jedoch weiterhin in Ostafrika. Vom 3. März bis Anfang April hielt sich der Kreuzer in Kapstadt auf, wo Reparaturen durchgeführt wurden. Es folgten weitere Einsätze zur Befriedung des südlichen Küstenabschnitts der Kolonie gemeinsam mit der von Hermann von Wissmann geführten Schutztruppe. Bei Kilva Kivinje wurden dabei mehrere Geschütze erbeutet. Eines dieser wurde an Bord der Schwalbe verbracht und nach deren Rückkehr in die Heimat der Bildungs-Inspektion übergeben.
Nachdem der Aufstand im Mai 1890 weitgehend niedergeschlagen war, unternahm die Schwalbe eine Fahrt entlang der Küste des Schutzgebietes. Aufgrund einer schweren Malariaerkrankung musste Korvettenkapitän Hirschberg vorzeitig nach Deutschland zurückkehren und der Erste Offizier, Kapitänleutnant von der Groeben, übernahm vertretungsweise das Schiff bis zum Eintreffen des neuen Kommandanten, Korvettenkapitän Rüdiger, am 13. Juli. Dieser weihte am 9. Oktober in Tanga ein Denkmal für die während des Aufstandes umgekommenen Marineangehörigen ein.
Am 1. Juli ging im Rahmen des Helgoland-Sansibar-Vertrages die Schutzherrschaft über Witu an Großbritannien über. Dieser Schritt führte zur Verärgerung des Sultans von Witu, was auch auf die Bevölkerung übergriff. Es kam zur Verfolgung und Ermordung mehrere ansässiger Europäer, besonders von Deutschen. Die Briten gingen nach deutschem Protest mit mehreren Kriegsschiffen und einer weit über 1.000 Mann starken Streitmacht gegen Sultan Fumo Bakari vor. Die Schwalbe begab sich als Beobachter in das dortige Seegebiet, wo sie bis Ende Oktober verblieb. Im Juni 1891 hielt sich der Kreuzer zur Erholung der Besatzung vor Mahé auf.
Aufgrund seines Einsatzes für das Schutzgebiet wurde Korvettenkapitän Rüdiger für den Posten des stellvertretenden Gouverneurs vorgeschlagen. Das für Personalangelegenheiten zuständige Marinekabinett entsprach diesem Vorschlag und beurlaubte Rüdiger im Oktober 1891. Sein Nachfolger wurde Korvettenkapitän Oelrichs. Unter dem neuen Kommandanten begab sich die Schwalbe nach Bombay, wo das Schiff bis zum 27. Januar 1892 verblieb. Anschließend zwangen Unruhen im Gebiet um Moschi und dem Kilimandscharo zur Unterstützung der Schutztruppe. Die Schwalbe hielt sich daher bis zum Juni vor Tanga auf. In der zweiten Hälfte des Jahres 1892 prägten Streitigkeiten im unter britisches Protektorat gekommenen Sultanat Sansibar den Einsatz des Schiffs. Im Januar 1893 erfolgte erneut ein Erholungsaufenthalt in Bombay. Die Schwalbe erhielt im Mai den Heimreisebefehl und traf am 6. August in Kiel ein. Dort wurde der Kreuzer am 25. August außer Dienst gestellt. Es folgten die Überholung und Modernisierung des Schiffs durch die Kaiserliche Werft Kiel.

### Zweiter Ostafrikaaufenthalt
Am 1. April 1898 wurde die Schwalbe wieder in Dienst gestellt, um die Seeadler in Ostafrika abzulösen. Der Kreuzer lief am 20. April in Richtung Sansibar aus, wo er am 7. Juni eintraf und erneut den Stationsdienst aufnahm. Vom 10. Oktober bis Mitte November befand sich das Schiff zur Reparatur in Kapstadt.

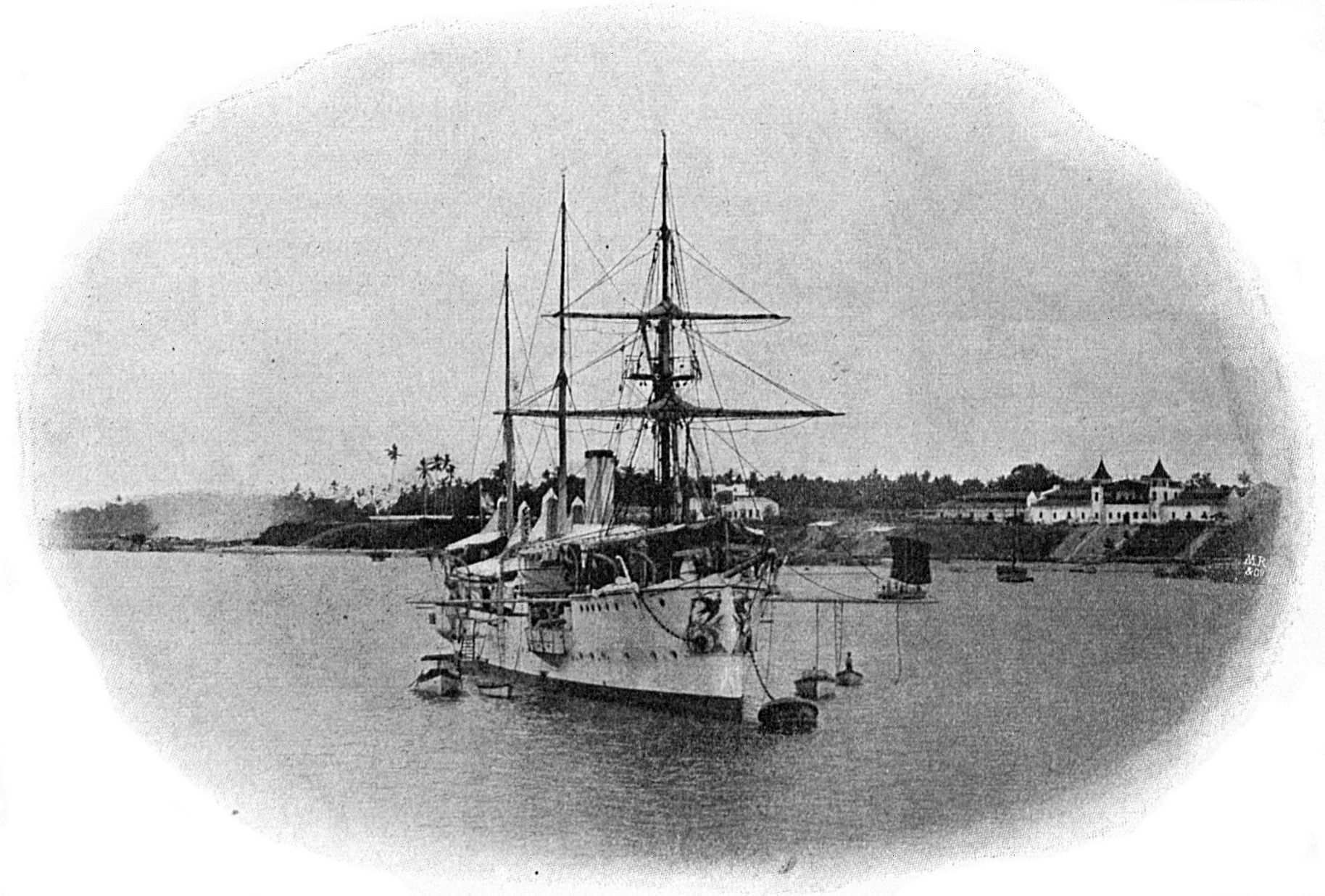
Die Schwalbe im März 1899 vor Daressalam, fotografiert von einem Teilnehmer der Valdivia-Expedition

Im Januar 1899 geriet der Dampfer Setos der DOAL in Seenot und wurde von der Schwalbe nach Daressalam geschleppt. Die Reederei ließ daraufhin dem Reichsmarineamt ein Geldspende zukommen, die zur Finanzierung der Seemannsheime der Kaiserlichen Marine genutzt wurde.
Mit dem Ausbruch des Zweiten Burenkrieges im Oktober 1899 kam es zur Durchsuchung von Handelsschiffen auf Konterbande durch britischer Kriegsschiffe. Davon waren auch deutsche Schiffe betroffen. Am 27. Dezember wurde der DOAL-Dampfer Bundesrath vor der Delagoa-Bucht durch einen britischen Kreuzer aufgebracht und als Prise nach Durban gebracht. Ebenso erging es am 2. Januar 1900 dem Dampfer Hans Wagner. Am 4. Januar wurde vor Aden der Reichspostdampfer General, drei Tage später der Dampfer Herzog – beide Schiffe gehörten der DOAL – im Roten Meer sowie die Bark Marie angehalten. Die Schiffe wurden nach der Intervention der Reichsregierung wieder freigegeben und den betroffenen Reedereien eine entsprechende Entschädigung gezahlt. Die Aufbringung der deutschen Dampfer trug nicht unwesentlich zur Annahme des Zweiten Flottengesetzes bei.
Zum Schutz der deutschen Handelsschiffe wurden sowohl die Schwalbe als auch die Condor, das zweite Stationsschiff in Ostafrika, zu Beginn des Jahres 1900 nach Südafrika verlegt. Am 2. Januar verließ die Schwalbe Daressalam in Richtung Lorenco Marques unter Kapitän Börner. Die Schwalbe lag zunächst vor Durban, anschließend auch vor East London, Port Elizabeth, Kapstadt und der Delagoa-Bucht. Am 5. Juli war der Kreuzer in Daressalam zurück.

### Aufenthalt in Ostasien
Bereits kurze Zeit später erhielt die Schwalbe den Befehl, nach Ostasien zu verlegen. Dort war durch den ausgebrochenen Boxeraufstand eine verstärkte Militärpräsenz notwendig geworden, weshalb die Kaiserliche Marine ebenso wie andere Marinen eine größere Anzahl an Kriegsschiffen in chinesische Gewässer entsandte. Die Schwalbe wurde ab September 1900 auf dem Jangtse eingesetzt. Nach einem Aufenthalt in Tsingtau vom 14. Februar bis zum 3. März 1901 setzte der Kreuzer die Überwachung des Flussgebietes zur Verstärkung des dort eingesetzten Flusskanonenbootes Vorwärts bis zum 10. Juni fort. An diesem Tag endete die Überwachung des Jangtse im Rahmen des Boxeraufstandes.
Die Schwalbe kehrte zunächst nach Tsingtau zurück, musste jedoch kurzzeitig erneut auf dem Jangtse tätig werden. Vom 4. September bis zum 11. November erfolgte ein längerer Aufenthalt in Tsingtau. Anschließend ging das Schiff zur Überholung nach Schanghai. Dieser folgte eine erneute Stationierung im Jangtse-Gebiet. Am 9. April 1902 wurde die Schwalbe nach Ningpo entsandt, da in der Provinz Tschekiang Unruhen ausgebrochen waren. Doch bereits am 16. April musste der Kreuzer zur Reparatur wieder Schanghai anlaufen und hielt sich nach Abschluss der Arbeiten in Tsingtau auf.
Dort erhielt er am 23. Juli den Heimreisebefehl. Der bisherige Kommandant, Korvettenkapitän Jacobsen, verblieb in Kiautschou und übernahm dort die neu aufgestellte Matrosen-Artillerie-Abteilung. Sein Nachfolger wurde Korvettenkapitän Hilbrand. Die Schwalbe verließ das Pachtgebiet am 16. August und erreichte am 10. Dezember Danzig. Das Schiff wurde dort drei Tage später außer Dienst gestellt. Es folgten eine Grundüberholung und Modernisierungsarbeiten. Trotz dessen wurde der Kreuzer jedoch nicht wieder zum aktiven Dienst herangezogen.

## Verbleib
Die Schwalbe wurde ab dem 26. Oktober 1911 als Spezialschiff geführt. Es bestand die Absicht, sie zum Vermessungsschiff herzurichten. Entsprechend wurden Artillerie, Torpedorohre und Munition von Bord gegeben. Diese Planung wurde jedoch aufgegeben, da ein Ersatz der Grille, die zur Küstenbereisung und als Büroschiff genutzt wurde, sowie als Schulschiff für die E-Messausbildung benötigt wurde. Ein entsprechender Umbau wurde Ende 1912 erwogen, jedoch bis zum Ausbruch des Ersten Weltkrieges nicht mehr umgesetzt. Da ein Einsatz des alten und ohnehin nicht für den Kriegsdienst konstruierten Kreuzers nicht in Frage kam, wurde die Schwalbe während des Krieges zunächst als Wohnschiff in Kiel und ab 1918 als Scheibenhulk verwendet. Das Schiff wurde am 6. Dezember 1919 aus der Liste der Kriegsschiffe gestrichen und am 7. August 1920 verkauft. 1922 wurde es in Hamburg-Moorburg abgewrackt.

## Kommandanten
| 8. Mai bis 8. August 1888           | Korvettenkapitän Johannes Hirschberg                  |
| 12. November 1888 bis Mai 1890      | Korvettenkapitän Johannes Hirschberg                  |
| Mai bis Juli 1890                   | Kapitänleutnant Erich von der Groeben (in Vertretung) |
| Juli 1890 bis Oktober 1891          | Korvettenkapitän Hugo Rüdiger                         |
| Oktober 1891                        | Kapitänleutnant Eduard Gercke (in Vertretung)         |
| Oktober 1891 bis 25. August 1893    | Korvettenkapitän Hans Oelrichs                        |
| 1. April 1898 bis November 1899     | Korvettenkapitän Otto Hoepner                         |
| November 1899 bis August 1901       | Korvettenkapitän Eduard Boerner                       |
| 30. August 1901 bis 15. August 1902 | Korvettenkapitän Leo Jacobson                         |
| August bis 13. Dezember 1902        | Korvettenkapitän Paul Hilbrand                        |